# Ábrányi Emil (költő)
Ifjabb Ábrányi Emil (Pest, 1850. december 31. – Szentendre, 1920. május 20.) költő, műfordító, újságíró; id. Ábrányi Kornél zeneszerző és Medre Jozefa fia, ifj. Ábrányi Kornél öccse és id. Ábrányi Emil író unokaöccse. Felesége 1881-től Wein Margit operaénekesnő, fiuk, a zeneszerző-karmester Ábrányi Emil, 1882-ben született.

## Élete
A pest-belvárosi római katolikus plébánián keresztelték 1851. január 2-án. Tanulmányai végeztével írói hivatásának élt, és több lapnál tárcaíró és színikritikus volt.
Első verse 1866-ban jelent meg. 1885-ben a Koszorú című hetilap szerkesztője. 1873-tól a Pesti Napló, 1879-től a Magyarország, 1896-tól a Budapesti Napló, 1904-től 1907-ig A Nap belső munkatársa volt.

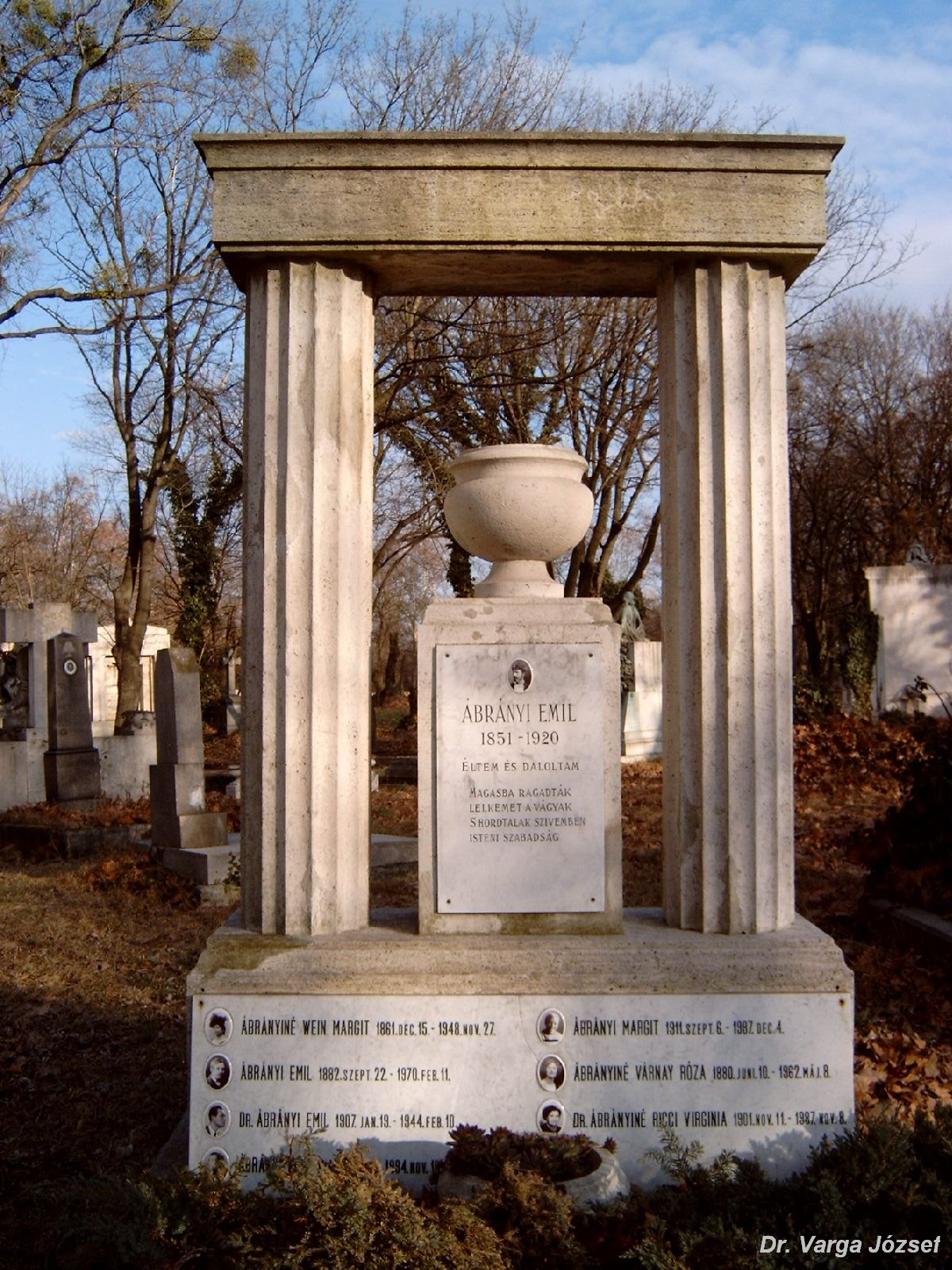
Ábrányi Emil, ifj. és családjának síremléke Budapesten, Kerepesi temető: 37/2-1-33

1889-ben a keceli kerület országgyűlési képviselőjévé választották, függetlenségi programmal. 1876-tól a Petőfi Társaság tagja, majd 1880–1890 között másodtitkára. 1885-től a Kisfaludy Társaság tagja.
1906-tól haláláig Szentendrén élt, a ma is álló Ábrányi-villában, a szentendrei Szamár-hegy északi lábánál. Aktív közéleti személyiség lett, 1913-tól a helyi városfejlesztő egyesület elnöke. Dumtsa Jenő mellett a második, akiről még életében utcát neveztek el, a villájához vezető út 1913-tól máig is Ábrányi Emil utca. A villát az 1930-as években a család Goldberger Leónak adta el.

## Munkássága
Verseinek nagy hatása volt a századvégi ifjúságra (hírnevét ezek alapozták meg), melyeket a „szerelem, haza és emberiség” ihlették (Tolnai nagylexikon); „nagy formakészségről tanúskodó, nemes pátoszú, de sokszor szónokias hangú költeményeivel az elsők egyike, akik Arany János irányával szemben a nemzeti elem helyett az egyénit és az általános emberit juttatják érvényre költészetükben”. Kisebb sikere volt saját drámáival.
Működésének legkiválóbb oldalát műfordításai jelentik. Legnagyobb jelentőségű e téren Byron Don Juanjának átültetése (Budapest, 1884 és 1892), akinek Manfrédját is lefordította. Számos színművet is magyarított, köztük Edmond Rostand Cyrano de Bergeracját (Budapest, 1898) és A sasfiókját (Budapest, 1903), Maeterlinck Monna Vannáját és Henrik Ibsen Solness építőmesterét. Műfordításai ma is klasszikus értékűek.
Költőként elsősorban az ifjúság körében volt népszerű, különösen hazafias Márciusi dalai miatt. Műfordítóként is maradandót alkotott. 1889-ben a keceli kerület országgyűlési képviselőjévé választották, függetlenségi programmal. Akkoriban a vízivárosi Hunyadi János utcában lakott.
Fessétek bár sötétre a jövőt,

Mondjátok, hogy már torkunkon a kés,

Beszéljetek közelgő, hosszu gyászról,

Mély sűlyedésről, biztos pusztulásról:

Engem nem ejt meg gyáva csüggedés!

Szentűl hiszem, akármit mondjatok,

Hogy a magyar nem vész el s élni fog!

## Jelentősebb műfordításai
- Friedrich de la Motte Fouqué: Undine (Budapest, 1885)
- Wagner: Trisztán és Izolda (Budapest, 1889)
- Byron: Don Juan (Budapest, 1892)
- Rostand: Cyrano de Bergerac (Budapest, 1898)
- Rostand: A sasfiók (Budapest, 1903). Kárpáti Aurél: „Rostand nagyszerű giccse”.

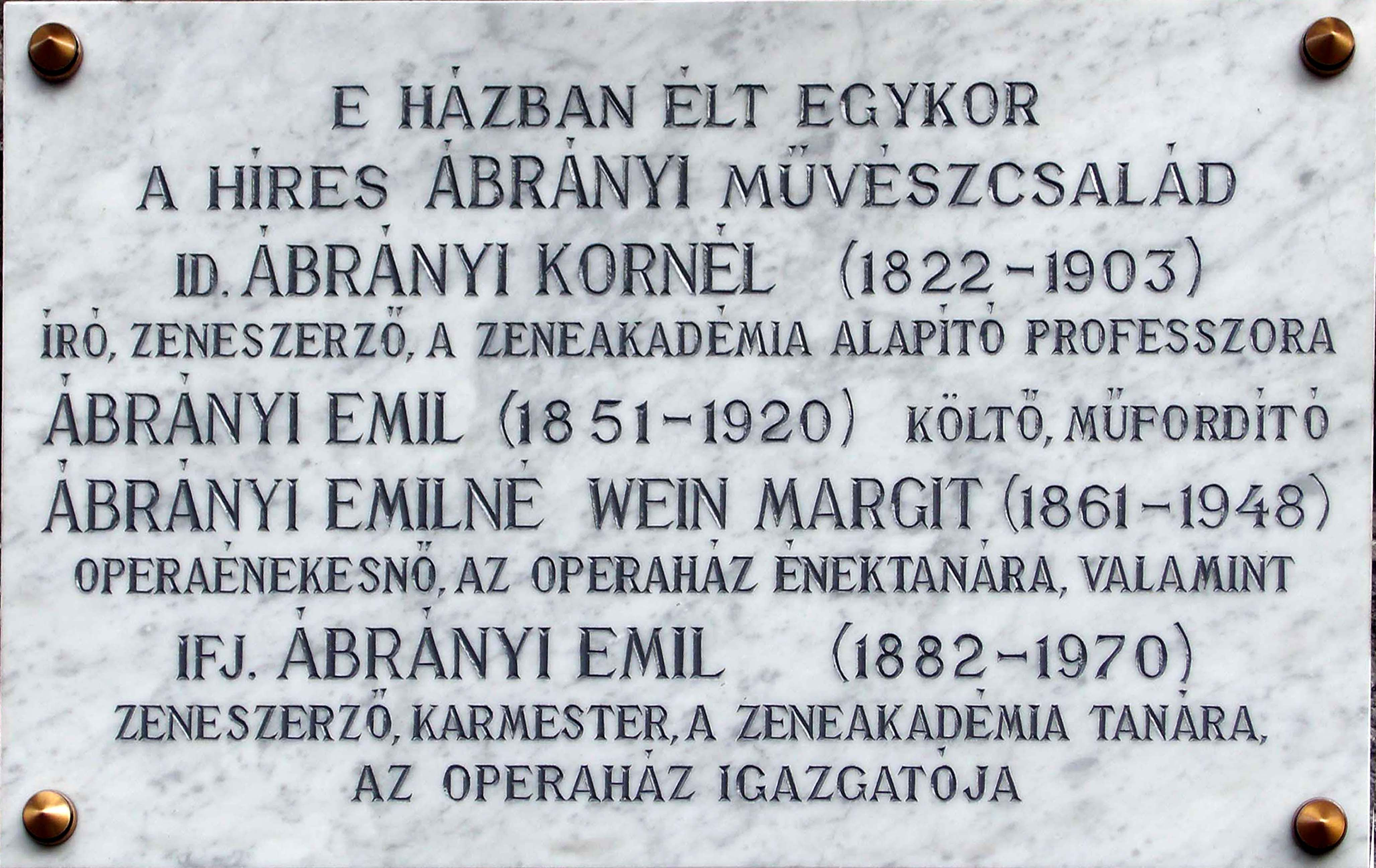
Az Ábrányi-család emléktáblája, Budapest, VI. Teréz körút 7.

## Főbb művei
- A váró-teremben. Dramolett; Pfeifer, Pest, 1872 (A Nemzeti Színház Könyvtára)
- Ábrányi Emil költeményei; Fekete, Bp., 1876
- A végrehajtó. Vígjáték; Pfeifer, Bp., 188? (A Nemzeti Színház Könyvtára)
- Ábrányi Emil újabb költeményei. 1876–1881; Fuchs, Bp., 1881
- Szabadság – haza. Költemények; Pallas Ny., Bp., 1888
- Epilóg. Versek; Mezei, Bp., 1894
- Márcziusi dalok és egyéb költemények; Lampel, Bp., 1899 (Magyar Könyvtár)
- A végrehajtó. Vígjáték; Vass, Bp., 1900 (Fővárosi színházak műsora)
- Lábán úr könnyei és egyéb történetek; Athenaeum, Bp., 1900 k. (A Magyar és Világirodalom Kincsestára)
- Ábrányi Emil költeményei; Singer-Wolfner, Bp., 1903
- Monna Vanna. Opera; szöveg Ábrányi Emil; Operaház, Bp., 1907
- Paolo és Francesca. Opera; szöveg Ábrányi Emil; Operaház, Bp., 1912
- Don Quijote. Tragikomikus opera; szöveg Ábrányi Emil; Rózsavölgyi, Bp., 1918

## Emlékezete
Szentendrén egy utcát is elneveztek róla, ahol emléktáblája is megtalálható.